# Eczéma xérotique
L’eczéma xérotique (aussi connu sous les noms d'eczéma craquelé, Pruritus hiemalis, Asteatotic eczema, prurit hivernal, Desiccation dermatitis et eczéma hivernal) est une forme d'eczéma caractérisé par des changements qui apparaissent quand la peau devient anormalement sèche, prurigineuse, et craquelée. Les jambes ont tendance à être particulièrement affectées, mais cela peut aussi apparaître au niveau des aisselles[réf. nécessaire].
L'eczéma xérotique est commun chez les personnes âgées, bien qu'il ne soit pas rare chez les personnes ayant la vingtaine. Il peut être érythémateux, papuleux, vésiculeux, irrité. Le rasage peut l'enflammer[réf. nécessaire].

## Traitement
Un moyen de traiter l'eczéma xérotique est d'éviter de se gratter la zone affectée et d'appliquer fréquemment une crème anti-démangeaison, ou une lotion hydratante
Une étude publiée en 2005 a montré que l'immersion de la zone affectée pendant 20 minutes puis l'application de dermocorticoïdes en crème modérés à forts, avait des résultats positifs.
L'avoine est utilisée depuis des siècles pour soulager l'eczéma xérotique.